# Коптяева, Антонина Дмитриевна
Антони́на Дми́триевна Коптя́ева (25 октября (7 ноября) 1909, Зейский район, Амурская область — 12 ноября 1991, Москва) — русская советская писательница, лауреат Сталинской премии третьей степени (1950).

## Биография
Родилась 25 октября (7 ноября) 1909 года на прииске своего отца Южном (ныне Зейский район Амурской области). После смерти отца в 1912 году ее мать с малолетними детьми переехала в городок Зея, работала поденщицей. Антонина  Коптяева — первая ученица Зейской семилетки — с 8 лет начала писать стихи. Но окончить школу в Зее ей не удалось — пришлось рано идти работать на Алданские прииски. С 1925 года  работала машинисткой-ученицей и делопроизводителем в конторе треста «Алданзолото», вступила в комсомол, становится женорганизатором, одновременно преподает в ликбезе, с увлечением занимается в драмкружке.  
В 1929 она выходит замуж за Карла Яновича Зейтэ  (1896—1938) — директора Ленинской группы приисков. В 1933 году родилась дочь Людмила (умерла в раннем детстве). После учебы в московской Промышленной академии К.Зейте был направлен на Колыму (впоследствии он работал заместителем начальника производственного бюро Дальстроя, был репрессирован и расстрелян; реабилитирован в 1989 году). 
Первый рассказ опубликован в 1935 году. Первая повесть — «Колымское золото» была опубликована в 1936 году. Затем был напечатан роман «Фарт», который принес известность писательнице. Коптяева сдала экзамены за 10 класс и в 1939 году поступила в Литинститут. Во время учебы работала над романом «Товарищ Анна». Училась в Литинституте до 1947 года (с перерывом на время войны, когда работала в госпитале в городе Миасс, где была вместе со вторым мужем — Ф.Панферовым в эвакуации).
В 1958—1990 годах была членом правления СП РСФСР, с 1971 года — также СП СССР.
Жила в Москве. Умерла 12 ноября 1991 года. Похоронена на Аксиньинском кладбище в Подмосковье.
Наиболее известное произведение — трилогия о жизни врача-нейрохирурга Аржанова И. И. («Иван Иванович», «Дружба», «Дерзание»). Более десяти лет работала над романом о событиях Гражданской войны «На Урал-реке» (1971—1986), который остался незаконченным. Последней литературной работой Антонины Дмитриевны стал сборник из 22 рассказов о зверях и птицах, написанный для детей.

## Сочинения
- Колымское золото, 1936 (подписан А. Зейтэ)
- Были Алдана, 1937 (А. Зейтэ)
- Фарт, 1941 (роман о жизни на приисках)
- Товарищ Анна, 1946 (роман о семейных проблемах женщины, существенно переработанный в 1947 после упрёков в аполитичности)
- трилогия
  - Иван Иванович, 1950 (действие происходит в предвоенные годы в Якутии)
  - Дружба, 1954 (действие происходит во время Сталинградской битвы)
  - Дерзание, 1958 (о послевоенном времени)
- Дар земли, 1965
- На Урале-реке
  - книга 1-я. — 1971
  - книга 2-я // Молодая гвардия. — 1978. — № 2—5
- Собрание сочинений в 6 томах. 1972—1975; 1988—1989.

## Награды и премии
- Сталинская премия третьей степени (1950) — за роман «Иван Иванович» (1949)
- два ордена Трудового Красного Знамени (09.11.1959; 20.11.1969)
- орден Дружбы народов (06.11.1979)
- орден «Знак Почёта»
- медали